# Prosthenorchis lemuri
Espèce
Prosthenorchis lemuri est une espèce d'acanthocéphales de la famille des Oligacanthorhynchidae. C'est un parasite digestif découvert chez un lémurien de la singerie du Muséum d'Histoire Naturelle de Paris.

## Publication originale
- (pt) Domingos Arthur Machado Filho, « Revisão do gênero Prosthenorchis Travassos, 1915 (Acanthocephala) », Memórias do Instituto Oswaldo Cruz, Rio de Janeiro, Institut Oswaldo-Cruz et Instituto Oswaldo Cruz, Ministério da Saúde (d), vol. 48,‎ 1er janvier 1950, p. 495-544 (ISSN 0074-0276 et 1678-8060, OCLC 1197361, PMID 24539413, DOI 10.1590/S0074-02761950000100020, lire en ligne).